# Света Марина (Илинденци)
Вижте пояснителната страница за други значения на Света Марина.
„Света Марина“ е православна църква в село Илинденци (Белица), България, част от Неврокопската епархия на Българската православна църква.

## История
Църквата е построена като турска баня, хамам през XIX век в преобладаващото турско село Белица. След като Белица попада в България след Балканската война, турското му население се изселва и в селото са настанени българи бежанци от Егейска Македония. Старата турска баня е превърната в православен храм, посветен на Света Марина.